# Bolgare
Bolgare là một đô thị ở tỉnh Bergamo, vùng Lombardia, Ý.

## Các đô thị giáp ranh
- Gorlago
- Carobbio degli Angeli
- Chiuduno
- Telgate
- Grumello del Monte
- Palosco
- Calcinate
- Costa di Mezzate